# Samorząd powiatowy
Samorząd powiatowy – wyodrębniony w strukturze państwa związek społeczności lokalnej funkcjonujący w randze powiatu, który z mocy prawa powołany jest do samodzielnego wykonywania zadań administracji publicznej, a także wyposażony w materialne środki umożliwiające realizację nałożonych mu zadań.
Samorząd powiatowy stanowi drugi szczebel samorządu terytorialnego w Polsce obok samorządu gminnego i samorządu województwa. Samorząd powiatowy posiada możliwość kształtowania własnej wewnętrznej organizacji, m.in. wyboru organów samorządu powiatowego (rada powiatu, zarząd powiatu), a także stanowienia poprzez te organy aktów prawa miejscowego.
Powiaty tworzone są przez kilka gmin (wiejskich, wiejsko-miejskich, miejskich). Organem władzy wykonawczej w powiecie jest zarząd powiatu, któremu przewodniczy starosta. Zarząd ze starostą jest wybierany przez radę powiatu.
Ponadto istnieją miasta na prawach powiatu, które są gminami miejskimi wykonującymi zadania powiatu. Są to z reguły miasta powyżej 100 tys. mieszkańców z kilkoma wyjątkami, jak: Świnoujście, Grudziądz, Zamość, Sopot, Biała Podlaska, Świętochłowice, Leszno, Krosno. Funkcje rady powiatu sprawuje rada miasta, a funkcje zarządu powiatu i starosty wykonuje prezydent miasta.
31 grudnia 2023 w Polsce istniało 380 powiatów, w tym 66 miast na prawach powiatu.